# 古井戸
古井戸（ふるいど）は、加奈崎芳太郎と仲井戸麗市のフォークデュオ（デビュー前はバンド）加奈崎の圧倒的な声量と歌唱力、仲井戸（チャボ）の叙情的な世界、ブルージーなギターワークが魅力だった。シングル「さなえちゃん」がヒットした。

## 概要
- 1970年5月、渋谷の音楽喫茶「青い森」で仲井戸は加奈崎と出会い、意気統合して、「古井戸」を結成[1]。
- 1971年2月、「青い森」で泉谷しげると出会い、「唄の市」というコンサート・サークルを作り、積極的に活動を始めた[1]。同年10月に渋谷の東横ホールで開かれた「唄の市　旗揚げコンサート」で注目を浴びた[1]。その模様は『唄の市 第一集』としてエレックレコードから発売され、これが彼らのレコードデビューとなる。泉谷しげるのデビューアルバム『泉谷しげる登場』では、泉谷しげるのバックバンドをよしだよしこ（ピピ&コット）と共に務めた。
- 1972年3月、アルバム『古井戸の世界』でエレックレコードから正式デビュー。シングル「さなえちゃん」が、ヒットした。その後、『オレンジ色のすけっち』、『ぽえじー』、『古井戸ライブ』、『四季の詩』をリリース。CBSから『酔醒』（よいざめ）、キティから『SIDE BY SIDE』をリリース。
- ステージでは、加奈崎が向かって右に椅子に座り、仲井戸が向かって左に立つ形で演奏した。古井戸としての活動期間中は、二人ともギブソンのハミングバードを使用していることが多かった。
- 1973年、ラジオ関東で深夜番組『古井戸Night together』が放送開始。
- エレックレコードを離れた後[2]、CBS・ソニーの蔭山敬吾ディレクターに誘われ[2]、CBS・ソニーに移籍[2]。
- 当時まだアマチュアだった写真家岡部好は、ライブハウスで撮影していた古井戸の写真をまとめ、1977年に写真集「Fluid」を自費出版した。
- 1979年、久保講堂でのライヴを最後に解散。解散後、仲井戸は、親交のあったRCサクセションに、破廉ケンチの後任ギタリストとして加入。加奈崎は、ソロ活動の後、橋本はじめと古井戸2000を結成したが、再びソロ活動を行い、現在長野県にて活動中。
- 2005年、テレビアニメ『闘牌伝説アカギ 〜闇に舞い降りた天才〜』のオープニングテーマに「何とかなれ」（1972年）が使われた。
- 2006年2月22日、エレック時代の5枚のアルバムが紙ジャケット仕様で初CD化された。
- 2015年、渋谷公会堂で行われた、仲井戸のデビュー45周年記念ライブ『MY NAME IS CHABO』で加奈崎と仲井戸が共演する[3]。その後、長野・諏訪市文化センターと東京・東京キネマ倶楽部で「古井戸『再会』」と銘打ったライブが行われた[4]。

## メンバー
- 加奈崎芳太郎： ボーカル、ギター
- 仲井戸麗市： ギター、フラットマンドリン、ボーカル、コーラス

### 旧メンバー
- 奥津光洋： ブルースハープ、ギター
- 神戸寿： ベース

## ディスコグラフィー

### シングル
| 発売日                       | 規格                         | 規格品番                     | 面                           | タイトル                         | 作詞                         | 作曲                         | 編曲                         |
| キャニオンレコード/AARD-VARK | キャニオンレコード/AARD-VARK | キャニオンレコード/AARD-VARK | キャニオンレコード/AARD-VARK | キャニオンレコード/AARD-VARK     | キャニオンレコード/AARD-VARK | キャニオンレコード/AARD-VARK | キャニオンレコード/AARD-VARK |
| ---------------------------- | ---------------------------- | ---------------------------- | ---------------------------- | -------------------------------- | ---------------------------- | ---------------------------- | ---------------------------- |
| 1972年5月25日                | EP                           | AV-2                         | A                            | さなえちゃん                     | 仲井戸麗市                   | 仲井戸麗市                   | -                            |
| 1972年5月25日                | EP                           | AV-2                         | B                            | もう ねむたいよ                  | 仲井戸麗市                   | 仲井戸麗市                   | 古井戸                       |
| 1972年10月                   | EP                           | AV-5                         | A                            | ちどり足                         | 加奈崎芳太郎                 | 仲井戸麗市                   | -                            |
| 1972年10月                   | EP                           | AV-5                         | B                            | ポスターカラー                   | 仲井戸麗市                   | 仲井戸麗市                   | -                            |
| CBS・ソニー                  |                              |                              |                              |                                  |                              |                              |                              |
| 1975年10月1日                | EP                           | SOLB-322                     | A                            | ステーションホテル               | 仲井戸麗市                   | 仲井戸麗市                   | -                            |
| 1975年10月1日                | EP                           | SOLB-322                     | B                            | 人生に幸多かれ                   | 加奈崎芳太郎                 | 加奈崎芳太郎                 | -                            |
| 1977年4月21日                | EP                           | 06SH-149                     | A                            | ローリング・ストーンズが鳴ってた | 仲井戸麗市                   | 仲井戸麗市                   | 大野雄二                     |
| 1977年4月21日                | EP                           | 06SH-149                     | B                            | 20才になったら                   | 加奈崎芳太郎                 | 加奈崎芳太郎                 | -                            |
| キティレコード               |                              |                              |                              |                                  |                              |                              |                              |
| 1978年5月21日                | EP                           | DKQ-1035                     | A                            | チャンピオンが負けた日           | 門谷憲二                     | 加奈崎芳太郎                 | -                            |
| 1978年5月21日                | EP                           | DKQ-1035                     | B                            | 抱かれた後で                     | 仲井戸麗市                   | 仲井戸麗市                   | -                            |

### アルバム

#### オリジナル・アルバム
| 発売日           | タイトル | レーベル                       | 規格             | 規格品番         |
| エレックレコード | エレックレコード | エレックレコード               | エレックレコード | エレックレコード |
| ---------------- | --- | ------------------------------ | ---------------- | ---------------- |
| 1972年3月5日     | 古井戸の世界 Side:A 1. ごろ寝（2:43） 2. ろくでなし（2:47） 3. インスタントラーメン（1:35） 4. たまにはいい（2:41） 5. あした引越します（5:23） 6. こがね虫（2:43） 7. 何とかなれ（2:54） Side:B 1. ちどり足（3:14） 2. 待ちぼうけ（2:33） 3. 通り雨（3:30） 4. さなえちゃん（3:36） 5. 退屈（3:34） 6. 窓の向こうは冬（4:27） 7. もうねむたいよ（3:21）                   | エレックレコード               | LP               | ELEC-2005        |
| 2006年2月22日    | 古井戸の世界 Side:A 1. ごろ寝（2:43） 2. ろくでなし（2:47） 3. インスタントラーメン（1:35） 4. たまにはいい（2:41） 5. あした引越します（5:23） 6. こがね虫（2:43） 7. 何とかなれ（2:54） Side:B 1. ちどり足（3:14） 2. 待ちぼうけ（2:33） 3. 通り雨（3:30） 4. さなえちゃん（3:36） 5. 退屈（3:34） 6. 窓の向こうは冬（4:27） 7. もうねむたいよ（3:21）                   | バップ                         | CD（紙ジャケ）   | VPCC-84530       |
| 2008年12月17日   | 古井戸の世界 Side:A 1. ごろ寝（2:43） 2. ろくでなし（2:47） 3. インスタントラーメン（1:35） 4. たまにはいい（2:41） 5. あした引越します（5:23） 6. こがね虫（2:43） 7. 何とかなれ（2:54） Side:B 1. ちどり足（3:14） 2. 待ちぼうけ（2:33） 3. 通り雨（3:30） 4. さなえちゃん（3:36） 5. 退屈（3:34） 6. 窓の向こうは冬（4:27） 7. もうねむたいよ（3:21）                   | ポニー・キャニオン             | CD               | PCCA-50019       |
| 2013年6月26日    | 古井戸の世界 Side:A 1. ごろ寝（2:43） 2. ろくでなし（2:47） 3. インスタントラーメン（1:35） 4. たまにはいい（2:41） 5. あした引越します（5:23） 6. こがね虫（2:43） 7. 何とかなれ（2:54） Side:B 1. ちどり足（3:14） 2. 待ちぼうけ（2:33） 3. 通り雨（3:30） 4. さなえちゃん（3:36） 5. 退屈（3:34） 6. 窓の向こうは冬（4:27） 7. もうねむたいよ（3:21）                   | ワーナーミュージック・ジャパン | CD               | WPCL-11490       |
| 1972年9月25日    | オレンジ色のすけっち Side:A 1. 僕の部屋で（2:48） 2. 冬の夜（3:35） 3. 六月の壁に（3:14） 4. 暑い夏（3:52） 5. ひなたぼっこ（4:04） 6. お正月だよ（4:51） 7. 酒をのむの歌（3:05） 8. 抒情詩（2:43） Side:B 1. ねむけざまし（2:44） 2. 終りです（3:11） 3. 夕立ち（2:17） 4. ポスターカラー（5:29） 5. バスケットシューズ（3:23） 6. 雨の日の街（2:45） 7. うわの空（3:27） | エレックレコード               | LP               | ELEC-2009        |
| 2006年2月22日    | オレンジ色のすけっち Side:A 1. 僕の部屋で（2:48） 2. 冬の夜（3:35） 3. 六月の壁に（3:14） 4. 暑い夏（3:52） 5. ひなたぼっこ（4:04） 6. お正月だよ（4:51） 7. 酒をのむの歌（3:05） 8. 抒情詩（2:43） Side:B 1. ねむけざまし（2:44） 2. 終りです（3:11） 3. 夕立ち（2:17） 4. ポスターカラー（5:29） 5. バスケットシューズ（3:23） 6. 雨の日の街（2:45） 7. うわの空（3:27） | バップ                         | CD（紙ジャケ）   | VPCC-84531       |
| 2009年2月18日    | オレンジ色のすけっち Side:A 1. 僕の部屋で（2:48） 2. 冬の夜（3:35） 3. 六月の壁に（3:14） 4. 暑い夏（3:52） 5. ひなたぼっこ（4:04） 6. お正月だよ（4:51） 7. 酒をのむの歌（3:05） 8. 抒情詩（2:43） Side:B 1. ねむけざまし（2:44） 2. 終りです（3:11） 3. 夕立ち（2:17） 4. ポスターカラー（5:29） 5. バスケットシューズ（3:23） 6. 雨の日の街（2:45） 7. うわの空（3:27） | ポニー・キャニオン             | CD               | PCCA-50047       |
| 2013年6月26日    | オレンジ色のすけっち Side:A 1. 僕の部屋で（2:48） 2. 冬の夜（3:35） 3. 六月の壁に（3:14） 4. 暑い夏（3:52） 5. ひなたぼっこ（4:04） 6. お正月だよ（4:51） 7. 酒をのむの歌（3:05） 8. 抒情詩（2:43） Side:B 1. ねむけざまし（2:44） 2. 終りです（3:11） 3. 夕立ち（2:17） 4. ポスターカラー（5:29） 5. バスケットシューズ（3:23） 6. 雨の日の街（2:45） 7. うわの空（3:27） | ワーナーミュージック・ジャパン | CD               | WPCL-11491       |
| 1973年7月25日    | ぽえじー Side:A 1. 落葉の上を 2. つらい恋です 3. あの街は春 4. バラード 5. らびん・すぷーんふる 6. おいてきぼり Side:B 1. コーヒー・サイフォン 2. びしょぬれワルツ 3. 東京脱出 4. あの娘が結婚してしまう 5. 讃美歌 6. おやすみ | エレックレコード               | LP               | ELEC-2019        |
| 2006年2月22日    | ぽえじー Side:A 1. 落葉の上を 2. つらい恋です 3. あの街は春 4. バラード 5. らびん・すぷーんふる 6. おいてきぼり Side:B 1. コーヒー・サイフォン 2. びしょぬれワルツ 3. 東京脱出 4. あの娘が結婚してしまう 5. 讃美歌 6. おやすみ | バップ                         | CD（紙ジャケ）   | VPCC-84532       |
| 2009年2月18日    | ぽえじー Side:A 1. 落葉の上を 2. つらい恋です 3. あの街は春 4. バラード 5. らびん・すぷーんふる 6. おいてきぼり Side:B 1. コーヒー・サイフォン 2. びしょぬれワルツ 3. 東京脱出 4. あの娘が結婚してしまう 5. 讃美歌 6. おやすみ | ポニー・キャニオン             | CD               | PCCA-50048       |
| 2013年6月26日    | ぽえじー Side:A 1. 落葉の上を 2. つらい恋です 3. あの街は春 4. バラード 5. らびん・すぷーんふる 6. おいてきぼり Side:B 1. コーヒー・サイフォン 2. びしょぬれワルツ 3. 東京脱出 4. あの娘が結婚してしまう 5. 讃美歌 6. おやすみ | ワーナーミュージック・ジャパン | CD               | WPCL-11492       |
| 1974年10月10日   | fluid vol.4 四季の詩 Side:A 1. Fluid Vol.4 2. ひなまつり 3. 春たけなわ 4. セントルイスブルース 5. 早く帰りたい 6. Love Song Side:B 1. 少年 2. 熊野神社を通って 3. きまぐれラプソディ 4. 四季の詩 5. 年の瀬 | エレックレコード               | LP               | ELEC-2033        |
| 2006年2月22日    | fluid vol.4 四季の詩 Side:A 1. Fluid Vol.4 2. ひなまつり 3. 春たけなわ 4. セントルイスブルース 5. 早く帰りたい 6. Love Song Side:B 1. 少年 2. 熊野神社を通って 3. きまぐれラプソディ 4. 四季の詩 5. 年の瀬 | バップ                         | CD（紙ジャケ）   | VPCC-84533       |
| 2009年2月18日    | fluid vol.4 四季の詩 Side:A 1. Fluid Vol.4 2. ひなまつり 3. 春たけなわ 4. セントルイスブルース 5. 早く帰りたい 6. Love Song Side:B 1. 少年 2. 熊野神社を通って 3. きまぐれラプソディ 4. 四季の詩 5. 年の瀬 | ポニー・キャニオン             | CD               | PCCA-50050       |
| 2013年6月26日    | fluid vol.4 四季の詩 Side:A 1. Fluid Vol.4 2. ひなまつり 3. 春たけなわ 4. セントルイスブルース 5. 早く帰りたい 6. Love Song Side:B 1. 少年 2. 熊野神社を通って 3. きまぐれラプソディ 4. 四季の詩 5. 年の瀬 | ワーナーミュージック・ジャパン | CD               | WPCL-11493       |
| CBS・ソニー      | |                                |                  |                  |
| 1975年10月1日    | 酔醒 | CBSソニー                      | LP               | SOLL-176         |
| キティレコード   | |                                |                  |                  |
| 1978年5月21日    | SIDE BY SIDE Side:A 1. Date Song 2. 大都会 3. 抱かれた後で 4. 恋唄 5. さよならマスター Side:B 1. 星空ダンスホール 2. Morning Soup 3. Rhythmic Lullaby 4. チャンピオンが負けた日 5. 雪便り 6. 夜奏曲 | キティレコード                 | LP               | MKF-1031         |
| 2022年6月29日    | SIDE BY SIDE Side:A 1. Date Song 2. 大都会 3. 抱かれた後で 4. 恋唄 5. さよならマスター Side:B 1. 星空ダンスホール 2. Morning Soup 3. Rhythmic Lullaby 4. チャンピオンが負けた日 5. 雪便り 6. 夜奏曲 | ユニバーサル・ミュージック     | CD               | UPCY-90092       |

#### ライヴ・アルバム
| 発売日               | タイトル | レーベル                       | 規格             | 規格品番         |
| エレックレコード     | エレックレコード | エレックレコード               | エレックレコード | エレックレコード |
| -------------------- | --- | ------------------------------ | ---------------- | ---------------- |
| 1974年3月10日        | 古井戸ライブ ※ 1973年に渋谷公会堂で行われた第三回古井戸リサイタルの模様を収録。 Side:A 1. 落葉の上を 2. 雨の日の街 3. 待ちぼうけ 4. ひなまつり 5. バラード 6. ちどり足 Side:B 1. あの娘が結婚してしまう 2. インスタントラーメン 3. うそつき 4. ポスターカラー 5. なんとかなれ Side:C 1. らびん・すぷーんふる 2. 東京脱出 3. びしょぬれワルツ 4. おいてきぼり Side:D 1. 年の瀬 2. 賛美歌 3. おやすみ 4. もうねむたいよ | エレックレコード               | LP               | ELW-3007         |
| 2005年12月21日       | 古井戸ライブ ※ 1973年に渋谷公会堂で行われた第三回古井戸リサイタルの模様を収録。 Side:A 1. 落葉の上を 2. 雨の日の街 3. 待ちぼうけ 4. ひなまつり 5. バラード 6. ちどり足 Side:B 1. あの娘が結婚してしまう 2. インスタントラーメン 3. うそつき 4. ポスターカラー 5. なんとかなれ Side:C 1. らびん・すぷーんふる 2. 東京脱出 3. びしょぬれワルツ 4. おいてきぼり Side:D 1. 年の瀬 2. 賛美歌 3. おやすみ 4. もうねむたいよ | バップ                         | CD               | VPCC-84515       |
| 2009年2月18日        | 古井戸ライブ ※ 1973年に渋谷公会堂で行われた第三回古井戸リサイタルの模様を収録。 Side:A 1. 落葉の上を 2. 雨の日の街 3. 待ちぼうけ 4. ひなまつり 5. バラード 6. ちどり足 Side:B 1. あの娘が結婚してしまう 2. インスタントラーメン 3. うそつき 4. ポスターカラー 5. なんとかなれ Side:C 1. らびん・すぷーんふる 2. 東京脱出 3. びしょぬれワルツ 4. おいてきぼり Side:D 1. 年の瀬 2. 賛美歌 3. おやすみ 4. もうねむたいよ | ポニー・キャニオン             | CD               | PCCA-50049       |
| 2013年6月26日        | 古井戸ライブ ※ 1973年に渋谷公会堂で行われた第三回古井戸リサイタルの模様を収録。 Side:A 1. 落葉の上を 2. 雨の日の街 3. 待ちぼうけ 4. ひなまつり 5. バラード 6. ちどり足 Side:B 1. あの娘が結婚してしまう 2. インスタントラーメン 3. うそつき 4. ポスターカラー 5. なんとかなれ Side:C 1. らびん・すぷーんふる 2. 東京脱出 3. びしょぬれワルツ 4. おいてきぼり Side:D 1. 年の瀬 2. 賛美歌 3. おやすみ 4. もうねむたいよ | ワーナーミュージック・ジャパン | CD（紙ジャケ）   | WPCL-11494       |
| ワーナー・パイオニア | |                                |                  |                  |
| 1979年12月21日       | ラストステージ ※ 1979年11月16日に久保講堂で行われたラストコンサートの模様を収録。 Side:A 1. 750円のブルース 2. Date Song 3. 恋唄 4. ジェット機ビジネス 5. 20才になったら… Side:B 1. さなえちゃん組曲 - さなえちゃん - ごろ寝 - インスタントラーメン - 待ちぼうけ - ろくでなし - 抒情詩 - 雨の日の街 - らびん・すぷーんふる - バラード - 東京脱出 - セントルイスブルース - 大雪のあとで - 四季の詩 - もうねむたいよ - さなえちゃん 2. 花言葉 3. ちどり足 4. Love Song Side:C 1. いつか笑える日 2. おいてきぼり 3. 陽炎 4. 流浪 Side:D 1. チャンピオンが負けた日 2. 永い夢 3. ポスターカラー 4. 何とかなれ 5. おやすみ | ワーナーパイオニア             | LP               | L-5075～6Y       |
| 1991年12月21日       | ラストステージ ※ 1979年11月16日に久保講堂で行われたラストコンサートの模様を収録。 Side:A 1. 750円のブルース 2. Date Song 3. 恋唄 4. ジェット機ビジネス 5. 20才になったら… Side:B 1. さなえちゃん組曲 - さなえちゃん - ごろ寝 - インスタントラーメン - 待ちぼうけ - ろくでなし - 抒情詩 - 雨の日の街 - らびん・すぷーんふる - バラード - 東京脱出 - セントルイスブルース - 大雪のあとで - 四季の詩 - もうねむたいよ - さなえちゃん 2. 花言葉 3. ちどり足 4. Love Song Side:C 1. いつか笑える日 2. おいてきぼり 3. 陽炎 4. 流浪 Side:D 1. チャンピオンが負けた日 2. 永い夢 3. ポスターカラー 4. 何とかなれ 5. おやすみ | ワーナーパイオニア             | CD               | WPCL-596～7      |

#### ベストアルバム
| 発売日         | タイトル | レーベル                      | 規格           | 規格品番    |
| -------------- | --- | ----------------------------- | -------------- | ----------- |
| 1975年5月30日  | fluid yesterday's Love Songs 1. らびん・すぷーんふる 2. ポスターカラー 3. 夕立ち 4. 花言葉 5. 窓の向こうは冬 6. Love Song Another Side 1. ちどり足 2. コーヒー・サイフォン 3. 夏が来れば 4. 750円のブルース 5. セントルイス・ブルース 6. Night Together 7. ありしひのさなえちゃん | エレックレコード              | LP             | ELEC-2005   |
| 2006年12月21日 | fluid yesterday's Love Songs 1. らびん・すぷーんふる 2. ポスターカラー 3. 夕立ち 4. 花言葉 5. 窓の向こうは冬 6. Love Song Another Side 1. ちどり足 2. コーヒー・サイフォン 3. 夏が来れば 4. 750円のブルース 5. セントルイス・ブルース 6. Night Together 7. ありしひのさなえちゃん | エレックレコード              | CD（紙ジャケ） | VPCC-84580  |
| 1979年11月     | 古井戸FOREVER BEST16 A面 1. ちどり足 2. さなえちゃん 3. ねむけざまし 4. ポスターカラー 5. バラード 6. らびん・すぷーんふる 7. コーヒー・サイフォン 8. 讃美歌 B面 1. ひなまつり 2. きまぐれラプソディ 3. love song 4. 年の瀬 5. ステーションホテル 6. 雨に唄えば 7. 黄昏マリー 8. 人生に幸多かれ | ポニーキャニオン              | カセット       | 30-P8032    |
| 1993年9月17日  | 古井戸Selection[1971-1974] Disc1 1. ろくでなし 2. たまにはいい 3. あした引越します 4. 何とかなれ 5. ちどり足 6. 待ちぼうけ 7. 通り雨 8. 退屈 9. 窓の向こうは冬 10. 六月の壁に 11. お正月だよ 12. 酒をのむの歌 13. 抒情詩 14. ねむけざまし 15. 終わりです 16. 夕立ち 17. ポスターカラー 18. 雨の日の街 19. うわの空 Disc2 1. 落葉の上を 2. バラード 3. らびん・すぷーんふる 4. おいてきぼり 5. 東京脱出 6. びしょぬれワルツ 7. 讃美歌 8. fluid vol.4 9. ひなまつり 10. 春たけなわ 11. セントルイス・ブルース 12. 早く帰りたい 13. love song 14. 少年 15. きまぐれラプソディー 16. 四季の詩 17. 花言葉～さなえちゃん | フォーライフレコード          | CD             | FLCF-49221  |
| 2008年1月23日  | 古井戸Selection[1971-1974] Disc1 1. ろくでなし 2. たまにはいい 3. あした引越します 4. 何とかなれ 5. ちどり足 6. 待ちぼうけ 7. 通り雨 8. 退屈 9. 窓の向こうは冬 10. 六月の壁に 11. お正月だよ 12. 酒をのむの歌 13. 抒情詩 14. ねむけざまし 15. 終わりです 16. 夕立ち 17. ポスターカラー 18. 雨の日の街 19. うわの空 Disc2 1. 落葉の上を 2. バラード 3. らびん・すぷーんふる 4. おいてきぼり 5. 東京脱出 6. びしょぬれワルツ 7. 讃美歌 8. fluid vol.4 9. ひなまつり 10. 春たけなわ 11. セントルイス・ブルース 12. 早く帰りたい 13. love song 14. 少年 15. きまぐれラプソディー 16. 四季の詩 17. 花言葉～さなえちゃん | ジェネオン エンタテインメント | CD             | GNCL-1281   |
| 2002年11月20日 | GOLDEN☆BEST 古井戸 ELEC YEARS RECOLLECTION 1. 抒情詩 2. ちどり足 3. 雨の日の街 4. 讃美歌 5. 四季の詩 6. 酒をのむの歌 7. ろくでなし 8. 花言葉〜さなえちゃん 9. びしょぬれワルツ 10. あした引越します 11. 通り雨 12. おいてきぼり 13. 夕立ち 14. ひなまつり 15. たまにはいい 16. 終わりです 17. 退屈 18. 落葉の上を 19. ポスターカラー | フォーライフレコード          | CD             | FLCF-3935   |
| 2011年3月16日  | 古井戸 ゴールデン☆ベスト〜エレック・セレクション〜 Disc1 1. 大雪のあとで（5:15） 2. ろくでなし（2:51） 3. たまにはいい（2:48） 4. あした引越します（5:26） 5. 何とかなれ（2:58） 6. ちどり足（3:17） 7. 待ちぼうけ（2:36） 8. 通り雨（4:35） 9. 退屈（3:46） 10. 窓の向こうは冬（4:32） 11. 六月の壁に（3:15） 12. お正月だよ（4:56） 13. 酒をのむの歌（3:12） 14. 抒情詩（2:45） 15. ねむけざまし（2:51） 16. 終わりです（3:14） 17. 夕立ち（2:20） 18. ポスターカラー（5:30） 19. 雨の日の街（2:48） 20. うわの空（3:27） Disc2 1. 落葉の上を（3:56） 2. バラード（3:59） 3. らびん・すぷーんふる（4:01） 4. おいてきぼり（3:25） 5. 東京脱出（6:46） 6. びしょぬれワルツ（3:37） 7. 讃美歌（3:37） 8. fluid vol.4（0:18） 9. ひなまつり（3:07） 10. 春たけなわ（4:05） 11. セントルイス・ブルース（5:24） 12. 早く帰りたい（3:53） 13. love song（4:51） 14. 少年（6:23） 15. 熊野神社を通って（4:11） 16. きまぐれラプソディー（3:17） 17. 四季の詩（6:36） 18. メドレー 花言葉 / さなえちゃん（4:50）                                                                            | ポニーキャニオン              | CD             | PCCA-03368  |
| 2014年2月26日  | 古井戸 ゴールデン☆ベスト 1. さなえちゃん（3:47） 2. ちどり足（3:18） 3. ポスターカラー（5:30） 4. らびん・すぷーんふる（4:00） 5. ねむけざまし（2:53） 6. あした引越します（5:27） 7. あの娘が結婚してしまう（4:08） 8. ひなたぼっこ（4:06） 9. 熊野神社を通って（3:47） 10. お正月だよ（4:56） 11. ろくでなし（2:51） 12. 落葉の上を（3:54） 13. 酒をのむの歌（3:12） 14. コーヒー・サイフォン（4:49） 15. love song（4:50） 16. インスタントラーメン（1:42） 17. つらい恋です（3:19） 18. 春たけなわ（4:06） 19. バスケットシューズ（3:26） 20. もうねむたいよ（3:23） | ワーナー・ミュージック        | CD             | WPCL-11629  |
| 2015年9月2日   | fluid Disc1 1. ちどり足（3:18） 2. あした引越します（5:27） 3. たまにはいい（2:48） 4. 通り雨（4:35） 5. 窓の向こうは冬（4:31） 6. 待ちぼうけ（2:37） 7. 何とかなれ（2:58） 8. 雨の日の街（2:51） 9. 六月の壁に（3:16） 10. ねむけざまし（2:51） 11. 終りです（3:15） 12. 抒情詩（2:47） 13. うわの空（3:30） 14. お正月だよ（4:55） 15. ポスターカラー（5:28） Disc2 1. 落葉の上を（3:54） 2. バラード（3:59） 3. らびん・すぷーんふる（4:00） 4. 東京脱出（6:45） 5. おやすみ（2:03） 6. ひなまつり（3:08） 7. 少年（6:23） 8. セントルイス・ブルース（5:24） 9. きまぐれラプソディ（3:17） 10. 早く帰りたい（3:51） 11. love song（4:54） 12. 四季の詩（6:32） 13. 年の瀬（3:23） Disc3 1. 飲んだくれジョニイ 00:04:02） 2. おまえと俺（3:53） 3. ねえ君（2:36） 4. スーパードライバー5月4日（5:54） 5. 黄昏マリー（5:23） 6. 人生に幸多かれ（3:18） 7. 遥かなる河（4:03） 8. 20才になったら（4:00） 9. 750円のブルース (MONO) （4:23） 10. チャンピオンが負けた日（4:01） 11. さよならマスター（5:10） 12. Rhythmic Lullaby（2:08） 13. 夜奏曲（1:51） 14. いつか笑える日（5:03） | フォーライフレコード          | SHM-CD         | FLCF5065-67 |

#### オムニバス・アルバム
- 痛快ライブ!! 流行歌（はやりうた）傑作集（1974年5月10日、エレックレコード）-「インスタントラーメン」
- オルタナティヴ・フォーク・コレクションVOL.2（1998年5月21日、ソニーレコード）-「ローリング・ストーンズが鳴ってた」、「20才になったら」
- 音盤社史１　ポニーキャニオン40周年・わたしのパパと同い歳（2006年10月1日、ポニーキャニオン、PCCA-02335）-「さなえちゃん」
- オールナイトニッポン EVERGREEN 2 1972～1976 vol.1（2008年1月23日、ユニバーサル・ミュージック、TOCT-26486）-「さなえちゃん」
- 風とフォーク（2009年9月16日、ポニーキャニオン、PCCA-50150）-「あの娘が結婚してしまう」
- エレック・シングルコレクション（2009年11月18日、ポニーキャニオン、PCCA-50151）-　HQCD、「さなえちゃん」、「ちどり足」
- エレック ゴールデン☆ベスト（2011年3月16日、ポニーキャニオン、PCCA-03373）-「何とかなれ」、「さなえちゃん」
- エレック・コミックソングコレクション 抱腹絶倒（2013年6月26日、ワーナー・ミュージック、WPCL-11504）-「さなえちゃん」
- ゴールデン☆ベスト ＜エレック・シングル・コレクション＞（2014年2月26日、ワーナー・ミュージック、WPCL-11637）-　「ちどり足」、「ポスターカラー」

### 参加作品

#### 唄の市
- 唄の市 第一集（1972年1月25日、エレックレコード）
  - 「花言葉」、「大雪のあとで」
- 唄の市 組曲・男 男 男（1972年3月10日、日本ビクター）
  - 「750円のブルース」、「待ちぼうけ」、「ごろ寝」、「花言葉」、「この暗い時期にも」（なぎらけんいち・生田敬太郎・古井戸）
- 野音唄の市（1972年7月25日、エレックレコード）
  - 「通り雨」、「ごろ寝」、「冬の夜」、「ろくでなし」、「あした引越します」
- 唄の市 ギタースタイルブック（1973年、エレックレコード）
  - 「インスタントラーメン」、「ポスターカラー」、「もうねむたいよ」、「終わりです」 ※ギターのみ。
- 唄の市ライブ/地上最大のショウ 泉谷しげるVS古井戸（1979年5月、SMSレコード）
  - 「雨の日の街」、「酒をのむの歌」、「ちどり足」、「窓の向こうは冬」、「抒情詩」、「東京脱出」
  - 「何とかなれ」、「花言葉」、「大雪のあとで」、「熊野神社を通って」、「ポスターカラー」、「何とかなれ」（アンコール、古井戸＋泉谷しげる)
- 唄の市 SECOND（1980年2月、SMSレコード）
  - 「ごろ寝」、「終わりです」、「ポスターカラー」、「さなえちゃん」
- 唄の市 THIRD（1980年4月、SMSレコード）
  - 「ポスターカラー」、「さなえちゃん」
- 唄の市ベストアルバム（2008年1月23日、ジェネオン エンタテインメント）
  - 「大雪のあとで」、「花言葉」、「ごろ寝」、「さなえちゃん」
- ゴールデン☆ベスト ＜唄の市＞（2014年2月26日、ワーナー・ミュージック、WPCL-11639）
  - 「ごろ寝」「通り雨」

#### 泉谷しげる
- アルバム「泉谷しげる登場」（1971年11月20日、エレックレコード）
  - 「ひねくれ子守唄」、「人生の曲り角」にギター、「人生を越えて」にコーラスで参加。
- シングル「帰り道 / 義務」（1971年12月21日、CBSソニー）
  - 「帰り道」にギターで参加。
- アルバム「ベースメント・テープス」（1999年4月21日、エレックレコード）
  - 1971年以前のライブ音源を集めたもので、「人生の曲り角」、「ひねくれ子守唄」、「給料日前だから」にギターで参加。

### 映像作品
- ライブ帝国 泉谷しげる/海援隊/ケメ/古井戸（2006年3月24日、リームタイムエンタテインメント）
  - 「ポスターカラー」、「ひなまつり」、「コーヒーサイフォン」